# Anobiini
Anobiini es una tribu de escarabajos polífagos de la familia Ptinidae o Ptinidae.

## Géneros
- Anobium
- Cacotemnus
- Hemicoelus
- Microbregma
- Platybregmus